# بذرانداز ظریف
بذرانداز ظریف (نام علمی: Sporobolus tenuissimus) نام یک گونه از سرده بذرانداز است.